# Torrence Parsons
Torrence Douglas Parsons (7 mars 1941 - 2 avril 1987) est un mathématicien américain.

## Biographie
Il travaille principalement en théorie des graphes et est connu pour avoir introduit une vision théorique des graphes des problèmes de poursuite-évasion (Parsons 1976, 1978). Il obtient son doctorat de l'Université de Princeton en 1966 sous la direction d'Albert W. Tucker.

## Publications
- Parsons, T. D. « Pursuit–evasion in a graph » (1976) 
— « (ibid.) », dans Theory and Applications of Graphs, Springer-Verlag, p. 426–441
- Parsons, T.D. « The search number of a connected graph » (1978) 
— « (ibid.) », dans Proc. 10th Southeastern Conf. Combinatorics, Graph Theory, and Computing, p. 549–554